# Municipio de Platón Sánchez
El municipio de Platón Sánchez se encuentra en la Huasteca Alta del estado mexicano de Veracruz. Es uno de los 212 municipios de la entidad y tiene su ubicación en la región Huasteca Alta del Estado. Sus coordenadas son 21°16′23.59″N 98°22′31.29″O / 21.2732194, -98.3753583 y cuenta con una altura de 60 m s. n. m. Su cabecera es la localidad de Platón Sánchez.
El municipio lo conforman 127 localidades en las cuales habitan 18.053 personas.

## Límites
- Norte: Tempoal
- Sur: Chalma
- Este: Tantoyuca
- Oeste: Chiconamel y Estado de Hidalgo

## Clima
El clima de este municipio es cálido-extremoso, con una temperatura de 24,1 °C de media y con períodos prolongados de sequía.

## Cultura
En Platón Sánchez se celebra del 4 al 13 de febrero la fiesta de carnaval; en los días 1 y 2 de noviembre, conmemoración de todos los Santos conocido también como Xantolo; 11 y 12 de diciembre, fiestas religiosas en honor de la Virgen de Guadalupe.

## Historia
El nombre del municipio se debe a Rafael Platón Sánchez (1831–1867), un nativo del área quien combatió en la Batalla de Puebla del 5 de mayo de 1862 y después sentenció a muerte al emperador Maximiliano y sus generales Miguel Miramón y Tomás Mejía por el escuadrón del fuego en Santiago de Querétaro el 19 de junio de 1867. El municipio se erigió con el nombre de Platón Sánchez en 1868.
En 1938 Platón Sánchez (junto con Chiconamel) perdieron territorio cuando se separó el nuevo municipio de Chalma.
El 22 de diciembre de 1958, se eleva a la categoría de Villa, el pueblo de Platón Sánchez.

## Localidades
Hay 127 localidades en el municipio. Algunas de ellas son:
- Platón Sánchez (población municipal; 2020 población 18,053)
- Ahitic (población 568)
- Tlalpani (514)
- Monte Grande (460)
- Corralillo (432)
- Tepetatipan  (295)